# Intertriginoso
Intertriginoso es un término médico que se utiliza para definir un área en dos áreas de la piel que pueden tocar o frotar juntos. Ejemplos de áreas intertriginosas son la axila del brazo, la región anogenital, fosas nasales , pliegues de la piel de los senos  y entre los dedos. Las áreas intertriginosas son conocidas por albergar grandes cantidades de cocos aeróbicos y bacterias corineformes que son las dos partes normales de la flora de la piel.